# Barbar (film)
Barbar (anglicky: Barbarian) je americký hororový thriller z roku 2022, který napsal a režíroval Zach Cregger jako svůj samostatný scenáristický a režijní debut. Jeho producenty jsou Arnon Milchan, Roy Lee, Raphael Margules a J. D. Lifshitz. Ve filmu hrají Georgina Campbell, Bill Skarsgård a Justin Long.

## Synopse
Tess (Georgina Campbell) se právě rozešla se svým manipulativním přítelem a přijíždí na pracovní pohovor do čtvrti „Rock City“. Pomocí airbnb si zabookuje ubytování v pochybné čtvrti Brightmore v ulici Barbary. Zjistí, že se stala chyba a v domě už přebývá vrstevník Keith (Bill Skarsgård). V domě se přesto rozhodne strávit noc. Brzy zjistí, že Keith není hlavním nebezpečím v domě.

## Obsazení
| Georgina Campbell | Tess  |
| Bill Skarsgård    | Keith |
| Justin Long       | AJ    |
| Richard Brake     | Frank |

## Vydání
Film Barbar měl premiéru 22. července 2022 na Comic-Conu v San Diegu a do amerických kin byl uveden 9. září 2022 společností 20th Century Studios. Film získal pozitivní recenze kritiků, kteří chválili scénář, režii, napjatou atmosféru a výkony herců (zejména Campbella a Skarsgarda). Snímek celosvětově vydělal 45 milionů dolarů při rozpočtu kolem 4 milionů dolarů.